# Synopeas amandae
Synopeas amandae (лат.) — вид платигастроидных наездников из семейства Platygastridae. Папуа (остров Новая Гвинея). Назван в честь энтомолога Amanda Hodges.

## Описание
Мелкие перепончатокрылые насекомые чёрного цвета, ноги светлее. Длина 0,9—1,25 мм.  Имеет переднеспинку, полностью покрытую сетчатой микроскульптурой. Другие отличия: отсутствующий или малозаметный мезоскутеллярный шип; форма головы, эпомиальный киль полный. Предположительно, как и близкие виды, паразитоиды двукрылых насекомых галлиц. Вид был впервые описан в 2021 году немецким энтомологом Jessica Awad (State Museum of Natural History Stuttgart, Штутгарт, Германия).